# 겸자구조
겸자구조(Satzklammer) 혹은 겸자형(Klammerform)은 문장구성 유형으로, 독일어와 네덜란드어에서 나타난다. 주문장(Hauptsatz)에서 활용변화되는 동사형인 정동사(finites Verb) 옆에 있는 서술부(Prädikat)가 활용변화를 하지 않은 부정형(infinitive) 부분을 가질 때 나타난다. 그때 독일어 평서문이 V2 어순(V2-Stellung) 혹은 동사제이위어순(Verbzweitstellung)을 보이면, 그땐 정동사는 앞에 있고, 분리가능동사(trennbares Verb)의 접두사(Präfix)든 동사 부정사(Infinitiv)이든 분사(Partizip)이든 나머지 부정형 부분은 문장 뒤에 있다. 그때 이 두 개는 문장의 중역(MIttelfeld, 전역과 후역 사이, 정동사 뒤 ~ 부정부분 앞부분)을 둘러싼다. 의문문이나 기타 V1 어순(V1-Stellung)에서도 마찬가지이다.

## 예문
```
Er 
ist
 gestern aus Berlin 
gekommen
. (그는 어제 베를린에 왔다.)
Morgen 
reist
 er wieder 
ab
. (내일 그는 다시 출발한다.)
```

종속문(Gliedsatz)에서, 겸자구조는 접속사와 문미에 오는 동사로 구성된다.
```
…, 
weil
 er sie nicht 
sehen konnte
. (그는 그녀를 알 수 없기 때문에)
```

## 참고문헌
- Hans-Christian Oeser: Die Satzklammer in der deutschen Syntax, Übersetzen, 1, 2017, S. 1–3

## 웹링크
- Die Satzklammer und die Stellungsfelder – Erklärung auf CanooNet
- Anja Krogh: Warten auf das Verb. Empirische Untersuchungen über die Verbklammern als Problem beim Simultandolmetschen am Beispiel des Sprachpaares Deutsch-Französisch. Diplomarbeit, Universität Heidelberg, 2000 (PDF; 724 kB)

## 같이 보기
- V1 어순
- 겸자구조
- 독일어
- 독일어 관사
- 독일어 대명사
- 독일어 동사
- 독일어 동사활용
- 독일어 명사
- 독일어 명사화
- 독일어 문법
- 독일어 문장 구조
- 독일어 문장 유형
- 독일어 발음
- 독일어 병렬 생략
- 독일어 부사구
- 독일어 불변화사 목록(1996년 정서법 개정안)
- 독일어 양태불변화사
- 독일어 접두사동사 및 불변화사동사
- 독일어 접속법
- 독일어 정서법
- 독일어 주어 내부 생략
- 독일어 태
- 독일어 형용사
- 독일어 환치사